# Quentin Northrup Burdick

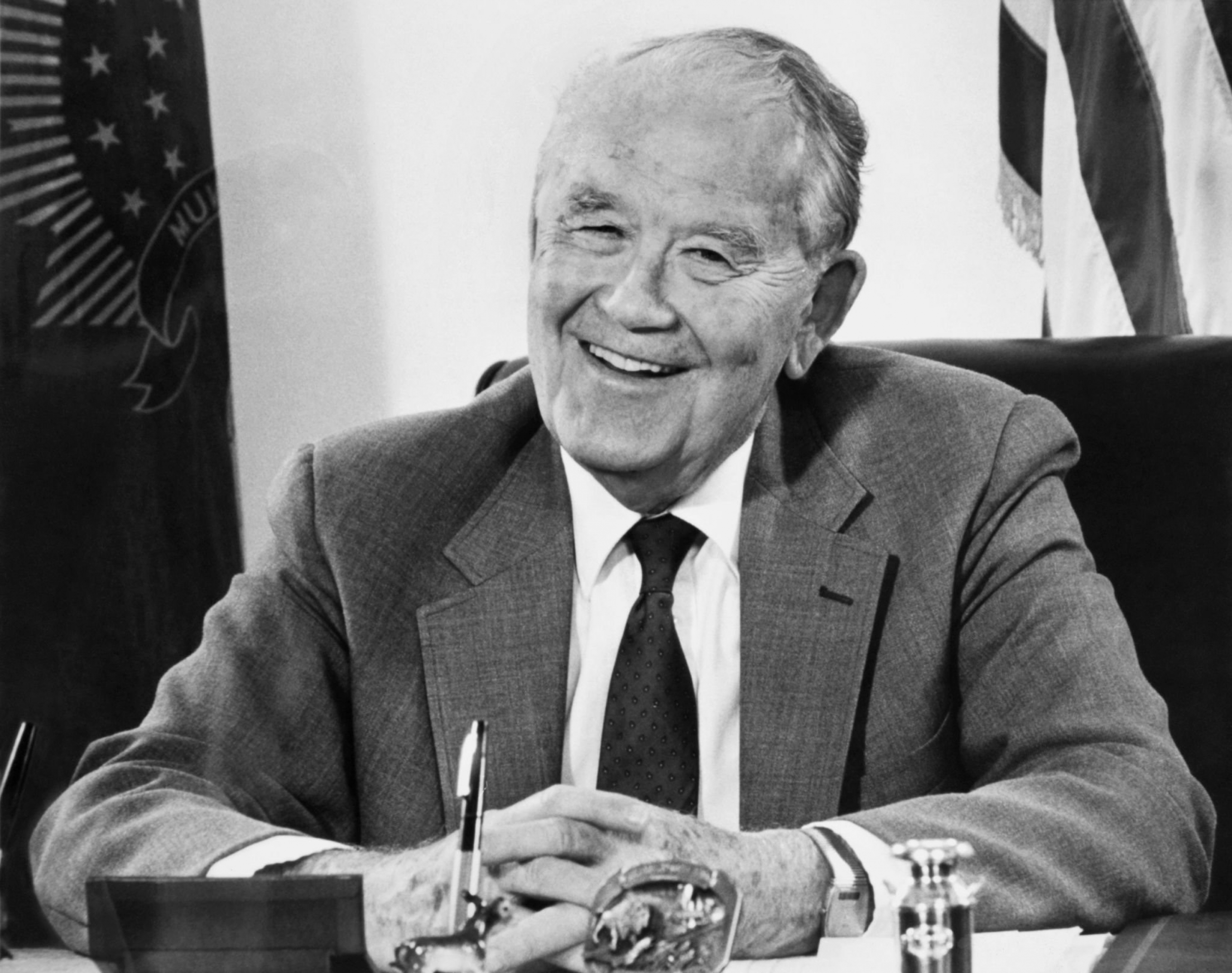
Quentin N. Burdick

Quentin Northrup Burdick, född 19 juni 1908 i Munich, North Dakota, död 8 september 1992 i Fargo, North Dakota, var senator i USA från North Dakota från den 8 augusti 1960 till sin död 1992. Dessförinnan var han ledamot av USA:s Representanthus från den 3 januari 1959 till den 8 augusti 1960. 
Burdick tog grundexamen och juristexamen vid University of Minnesota.
Precis som sin far var Quentin Burdick medlem av det progressiva partiet Nonpartisan League (NPL), som satte sina kandidater på Republikanska partiets valsedlar till 1956. Därefter associerade sig NPL med Demokratiska partiet och blev Democratic-NPL.
Burdick blev ordförande för Senatens utskott för miljö och offentliga arbeten 1987.
Han var son till Usher L. Burdick, som också var ledamot av USA:s kongress för North Dakota, och som han efterträdde på den posten. Han efterträddes i Representanthuset av Hjalmar Carl Nygaard.
Burdick efterträdde Clarence Norman Brunsdale som senator 1960. Efter Burdicks död utnämndes änkan Jocelyn Birch Burdick till hans efterträdare i väntan på fyllnadsval.